# Tetraulax junodi
Tetraulax junodi là một loài bọ cánh cứng trong họ Cerambycidae.